# 740. pehotni polk (Wehrmacht)
Za druge 740. polke glejte 740. polk.
740. pehotni polk (izvirno nemško Infanterie-Regiment 740) je bil eden izmed pehotnih polkov v sestavi redne nemške kopenske vojske med drugo svetovno vojno.

## Zgodovina
Polk je bil ustanovljen 2. maja 1941 kot polk 15. vala na področju WK X iz nadomestnih enot za potrebe zasedbenih nalog na Norveškem; polk je bil dodeljen 710. pehotni diviziji.
15. oktobra 1942 je bil polk preimenovan v 740. grenadirski polk.